# El ansia (novela)
El ansia es una novela de terror escrita por Whitley Strieber. La trama trata sobre una hermosa vampiresa llamada Miriam Blaylock que toma amantes humanos y los transforma en otros vampiros, aunque la potencia de su sangre se debilita con el tiempo y terminan consumiéndose y envejeciendo con el paso del tiempo.
Esta novela es inusual por sus consideraciones prácticas sobre el vampirismo, como la dificultad de obtener víctimas y ocultar los asesinatos. El ansia también sugiere una explicación pseudocientífica para el vampirismo, estableciendo que los vampiros son una especie diferente, aunque con una apariencia física semejante a los humanos. No son realmente inmortales pero no envejecen tras alcanzar la madurez física y son extremadamente fuertes y difíciles de matar. Miriam descubre que algunos rasgos vampíricos, como la juventud prolongada, pueden transmitirse temporalmente a los humanos mediante una transfusión de sangre.
Whitley Strieber publicó dos secuelas de esta novela: The Last Vampire (2001) y Lilith's Dream: A Tale of the Vampire Life (2003).

## Sinopsis
Miriam Blaylock es una antigua vampiresa cuyos orígenes se remontan al Antiguo Egipto. A lo largo de los milenios de su vida ha tomado compañeros humanos para aliviar su soledad. Pero aunque su sangre les concede una juventud y vida prolongadas, finalmente terminan envejeciendo, un proceso que no puede ser determinado y finalmente se marchitan hasta convertirse en cadáveres arrugados y consumidos, aunque siguen conscientes de lo que ocurre a su alrededor. Incapaz de asesinar a sus amantes en ese estado, Miriam los aprisiona en ataúdes blindados que conserva con ella a donde quiera que va.
La novela comienza cuando el último compañero de Miriam, John, de repente comienza a envejecer. Miriam se sorprende por la brevedad del tiempo que John ha durado (sólo unos doscientos años), pero en secreto ha estado observando el trabajo de la Dra. Sarah Roberts, una joven científica cuyas investigaciones sobre el envejecimiento pueden tener la clave de la inmortalidad de su amante. Pero John se vuelve demasiado incontrolable y Miriam pronto decide buscar una nueva compañera... Sarah.

## Adaptación cinematográfica
Una película sobre El ansia fue dirigida por Tony Scott y protagonizada por Susan Sarandon, Catherine Deneuve y David Bowie en 1983. Esta adaptación fue mal recibida por la crítica pero se ha convertido en una película de culto entre los aficionados al vampirismo.
- Datos: Q7740997

También habría que apuntar que los 4 componentes del grupo de rock Gótico Bauhaus , tuvieron unos minutos de gloria, como actores en el film.